# 葛晏春
葛晏春（1902年—1956年），辽宁辽阳人。东北军、中国人民解放军将领。

## 生平
1918年，葛晏春先加入东北军，並考進东北陆军讲武堂学习，毕业后被张学良送往日本繼續学习军事，歸国后，回东北陆军讲武堂擔任教官。1930年，葛晏春擔任张学良卫队营长，1934年時曾因所部被改编为国军第105师，而改任1旅2团团长，不過次年第105师又恢复为张学良卫队，葛氏仍任团长一職。1936年，張學良發動西安事变，葛晏春亦參與其中，事變后擔任国军第49军109师327旅旅长，率部與日軍作战。隨後又任国军热河省保安副司令，以及第9兵团参谋长、副司令、代司令等職。
1949年1月，葛晏春跟随傅作义轉投中国人民解放軍，任华北解放军第19兵团副司令员。此后他曾参加太原战役、兰州战役、宁夏战役。1952年起，他先后在第1、第2高级步兵学校从事教学工作，至1955年轉任甘肃省人民政府参事。
1956年，葛晏春逝世。。